# Villiers-sous-Mortagne

Villiers-sous-Mortagne este o comună în departamentul Orne, Franța. În 1 ianuarie 2022 avea o populație de 241 de locuitori.